# Municipio de East Franklin
El municipio de East Franklin (en inglés: East Franklin Township) es un municipio ubicado en el condado de Armstrong en el estado estadounidense de Pensilvania. En el año 2000 tenía una población de 3.900 habitantes y una densidad poblacional de 48.8 personas por km².

## Geografía
El municipio de East Franklin se encuentra ubicado en las coordenadas 40°53′00″N 79°29′29″O / 40.88333, -79.49139.

## Demografía
Según la Oficina del Censo en 2000 los ingresos medios por hogar en la localidad eran de $37,753 y los ingresos medios por familia eran $41,797. Los hombres tenían unos ingresos medios de $35,391 frente a los $20,000 para las mujeres. La renta per cápita para la localidad era de $17,787. Alrededor del 8,2% de la población estaban por debajo del umbral de pobreza.